# Schloss Neersen

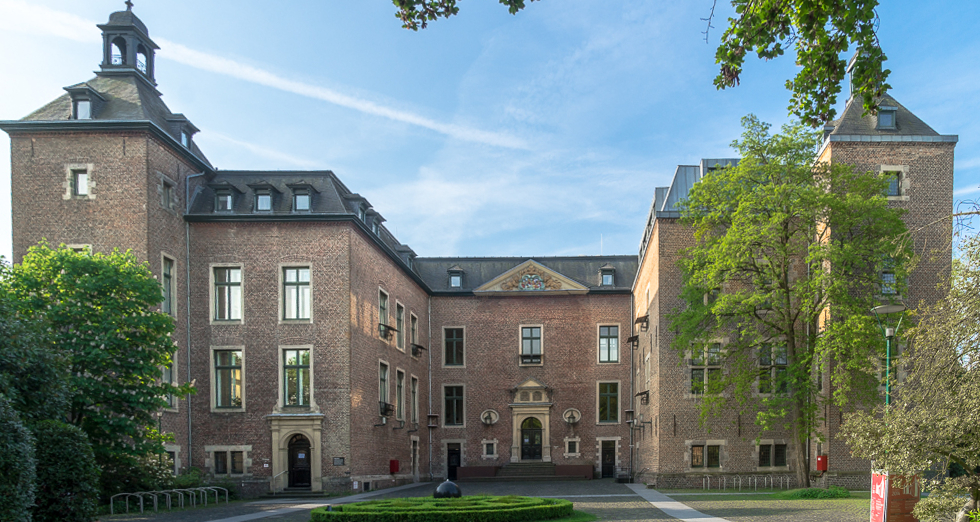
Innenhof des Schlosses Neersen

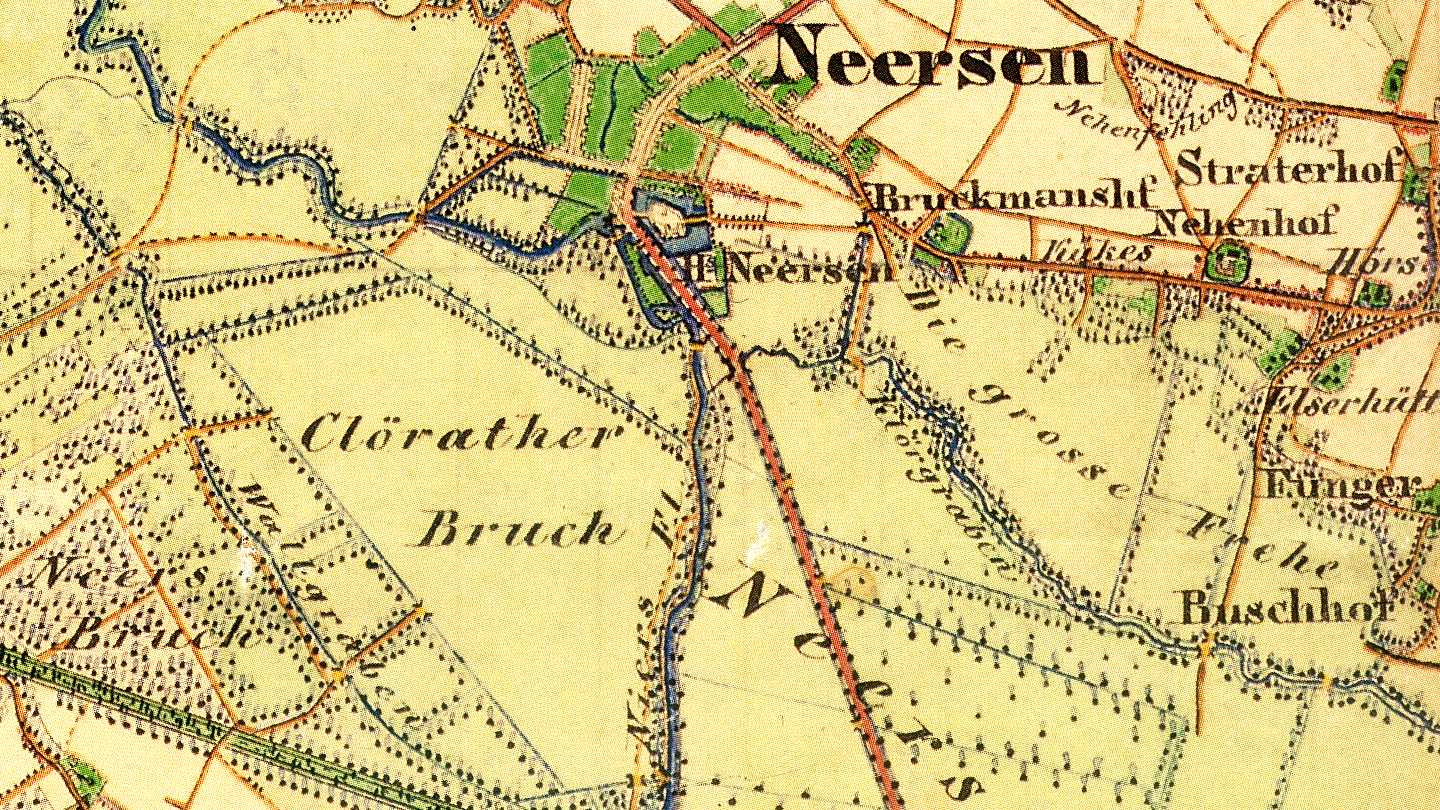
Schloss Neersen, 1844

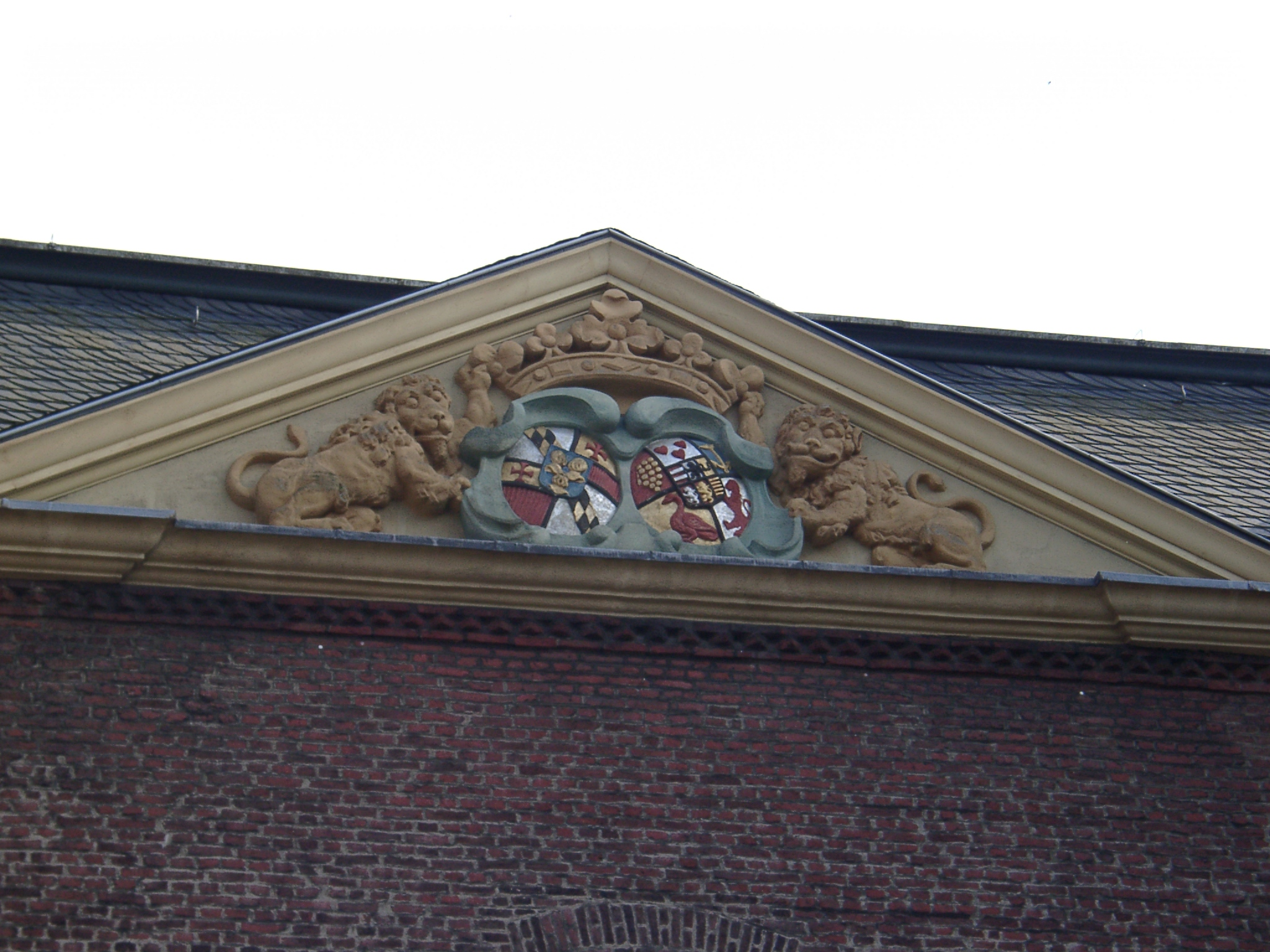
Allianzwappen von Ambrosius Franz von Virmond am Giebel

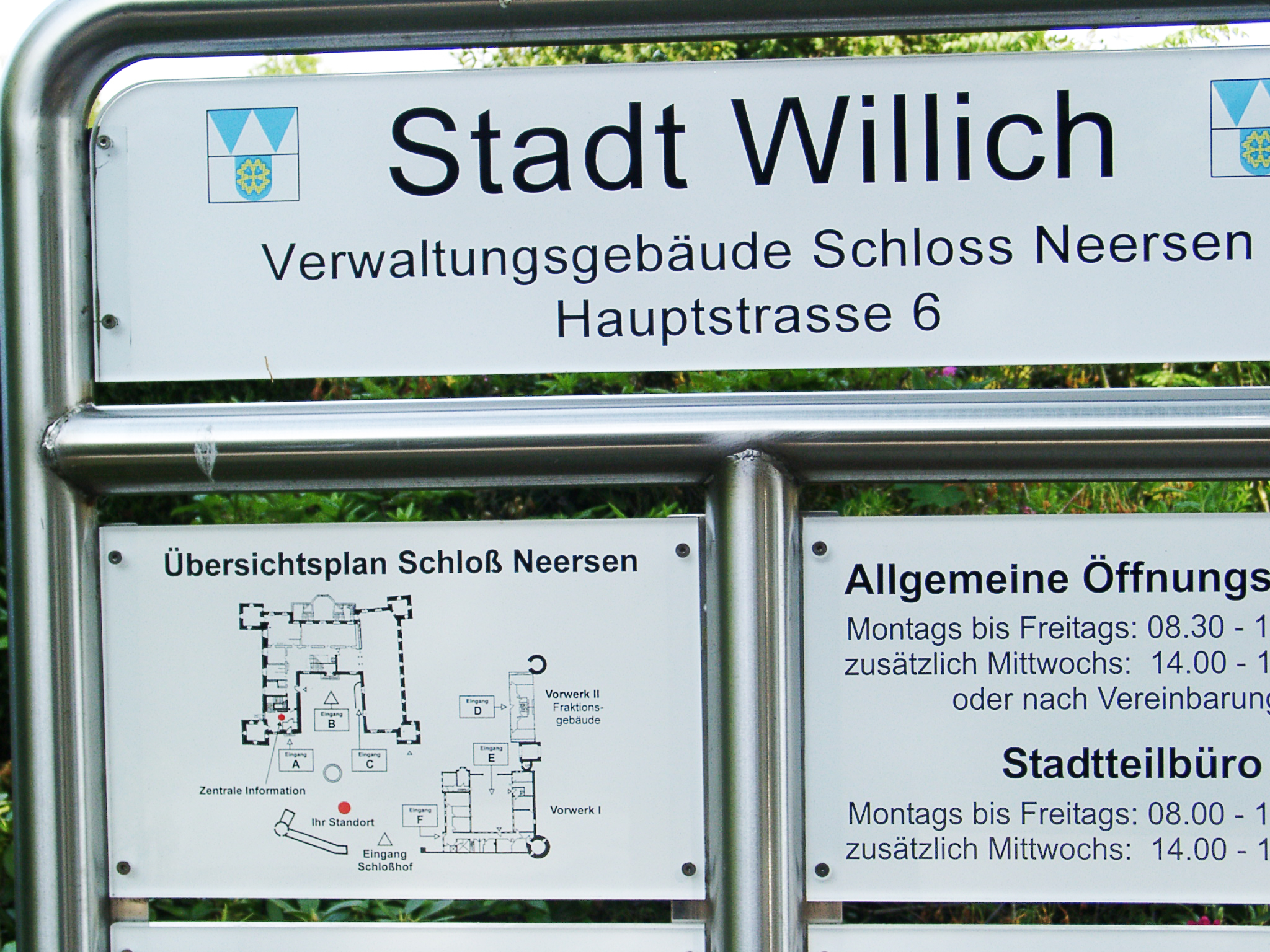
Tafel mit Grundriss

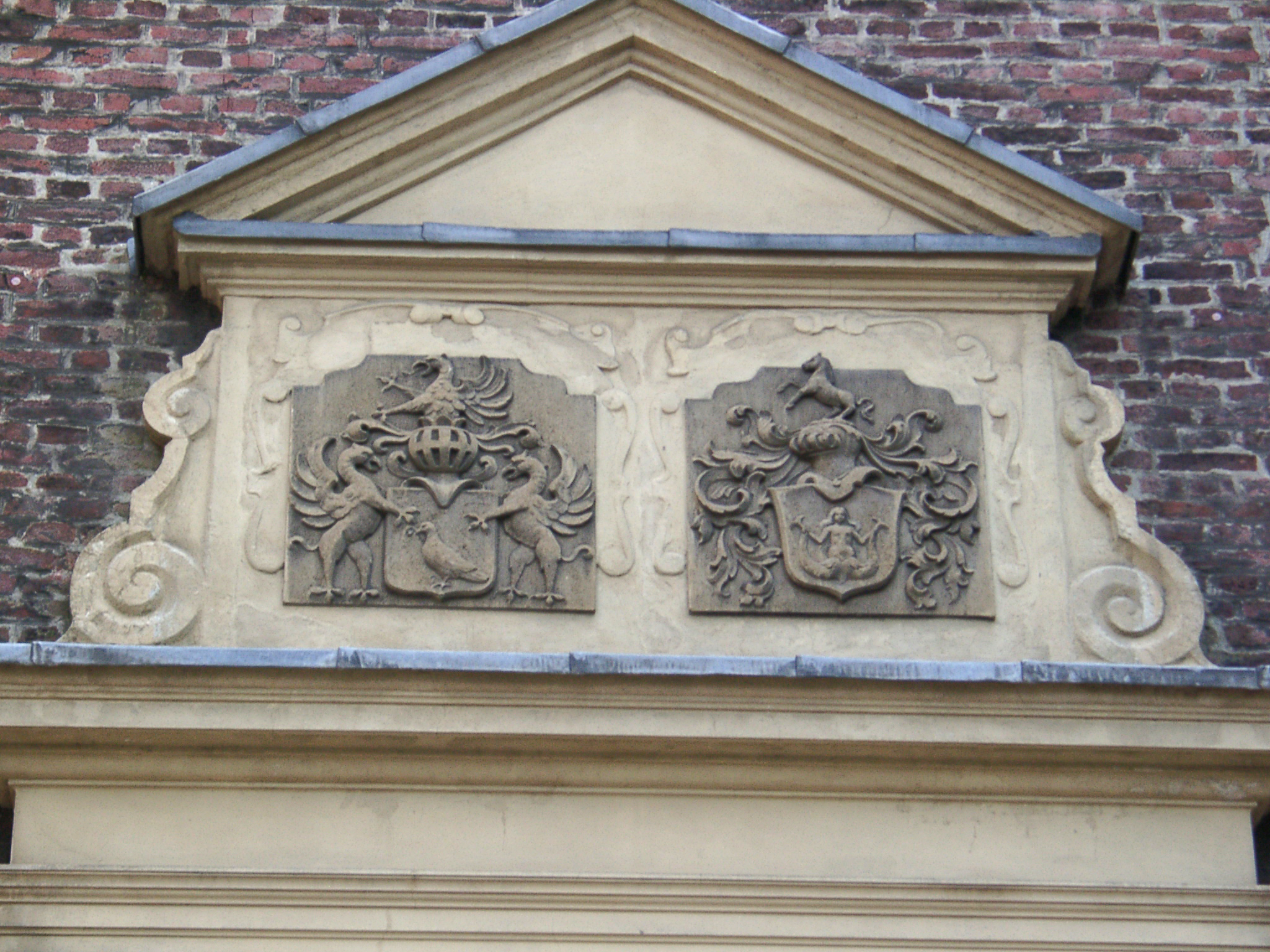
Wappen der Familie Crous über dem Hauptportal

Das Schloss Neersen ist ein Schloss mit allgemein zugänglicher Parkanlage in Neersen, einem Stadtteil von Willich am Niederrhein. Es befindet sich auf einer Höhe von 44 Metern über NN.

## Geschichte

### Burg Neersen
Das Schloss Neersen war bei seiner Erbauung noch eine Wasserburg am Fluss Niers. Die Burg war als steinerne Niederungsburg (Motte) auf einer Donk inmitten der von Bruchwald geprägten Landschaft errichtet worden. Sie lag unmittelbar an der Niers, die den Burggraben speiste und bis zu ihrer Begradigung im Jahr 1930 direkt an der Burg bzw. dem späteren Schloss vorbeiführte. Aller Vermutung nach rührt aus diesem Umstand der Name Neersen. Heute ist die Niers etwa einen Kilometer vom Schloss entfernt.
Neersen war im Mittelalter Zentrum einer Erbvogtei, die als kurkölnisches Lehen erstmals im Jahre 1263 urkundlich erwähnt wurde. Damals hatten die Ritter von der Neersen die Vogtei inne. Das Neersener Gebiet war wohl unter dem Kölner Erzbischof Philipp I. von Heinsberg im 12. Jahrhundert zu Kurköln gelangt, es ist aber unklar, wann Neersen zu einer eigenständigen Vogtei erhoben worden war. Als 1371 der Kölner Erzbischof Friedrich III. von Saarwerden, Heinrich (IV.) von der Neersen mit der Vogtei belehnte, wurde auch die damalige Burg Neersen ausdrücklich urkundlich erwähnt. Die Burg lag unmittelbar am Ostufer der Niers, die die Grenze zwischen dem Kurfürstentum Köln und dem Herzogtum Jülich bildete. Die von den Vögten verwaltete Burg wurde im Kriegsfall mit einer kurkölnischen Garnison belegt und sollte die Niersübergänge verteidigen. Der genaue Grenzverlauf zwischen Kurköln und Jülich war umstritten, jedenfalls ließen sich die Vögte von Neersen zumindest Teile ihres Neersener Lehens regelmäßig auch von der jülich’schen Mannkammer in Heinsberg bestätigen.
Die Ritter von der Neersen versuchten im 14. Jahrhundert vergeblich, ihre Vogtei zu einer eigenständigen Herrschaft aufzubauen. 1487 starb mit Heinrich VI. von der Neersen die männliche Linie der Familie aus, und das Erbe fiel durch Heirat von dessen Schwester Agnes von der Neersen an Anton von Palant. Der hessische Ritter Ambrosius von Virmond zu Nordenbeck heiratete deren Erbtochter Agnes von Palant und begründete damit 1502 in Neersen eine neue Linie derer „von Virmond“.
Nach dem Dreißigjährigen Krieg war die Familie Virmond durch Kriegsbeteiligung im Ansehen gestiegen. Johann von Virmond war für seine Verdienste in der Schlacht am Weißen Berg von Kaiser Ferdinand II. 1621 zum Freiherrn erhoben worden. Zudem war die Burg Neersen baufällig, und man wünschte einen standesgemäßen Neubau. Die dafür benötigten Gelder entstammten seit Johanns Herrschaft unter anderem aus Zahlungen des Kölner Kurfürsten für die Bereitstellung bewaffneter Kräfte, aber auch der Erpressung von Steuern und Kriegsabgaben von der Bevölkerung.

### Schloss Neersen
Unter Adrian Wilhelm von Virmond wurde die mittelalterliche Wasserburg 1661 bis 1669 mit dem damals beachtlichen Aufwand von 18.139 Reichstalern und rund zwei Millionen Ziegelsteinen in ein dreiflügeliges, barockes Schloss mit vier Ecktürmen umgebaut. Trotz des Rückbaus der mittelalterlichen Wehranlagen blieb die Schlossanlage mit ihrem Vorfeld aus Gräben und Palisaden verteidigungsfähig, bei einer Inventar-Aufnahme im Jahre 1765 waren noch 15 Kanonen und ein Mörser vorhanden.
1706 wurde Damian Hugo von Virmond von Kaiser Joseph I. zum Reichsgrafen erhoben. 1720 ließ Ambrosius Franz von Virmond das Schloss weiter ausbauen, so wurde unter anderem der Mittelbau des Schlosses um einige Meter zum Innenhof hin vergrößert, wodurch Platz für die Treppenhäuser gewonnen wurde. Mit dem Tod ebendieses Ambrosius Franz von Virmond starb die Familie 1744 im Mannesstamm aus. Seine kinderlose Witwe trat Neersen nebst Anrath und Schloss 1763 nach langem Rechtsstreit für 110.000 Gulden an das Kurfürstentum Köln ab, das einen Amtmann in Neersen einsetzte.
1766 war der kurkölnische Amtmann Weydenhorst Verwalter Neersens. 1767 wurde der kurkölnische Hofkammerrat Johann Gottfried Mastiaux de Namay vom Kurfürsten zum Verwalter des Schlosses Neersen bestellt. In einer Urkunde vom 8. Oktober 1770 wurde er zum Administrator Generalis der Herrlichkeit Neersen ernannt. Mittlerweile verwitwet erhielt er 1776 das Rittergut Haus Neuenhofen in Bockum vom Kölner Kurfürsten als Lehen. Danach erscheint er in Urkunden unter dem Namen Mastiaux auf Neuenhoven anstatt wie vormals de Namay. Das Reichritterstandsdiplom wurde ihm verliehen am 23. Februar 1780, durch welches er mit dem Prädikat Edler von Mastiaux auf Neuenhoven in den Ritterstand erhoben wurde. Mastiaux trat 1780 seine Amtmannsstelle in der Herrschaft Neersen gegen eine Abstandszahlung von 5000 Reichstalern an Josef Lenders ab.
1794 wurde Neersen während des Ersten Koalitionskriegs von französischen Revolutionstruppen besetzt und 1798 bei von der französischen Regierung durchgeführten Gebiets-Verwaltungs- und Gerichtsreform endgültig von Kurköln getrennt. In den 1801 im Frieden von Lunéville Frankreich zugesprochenen vier linksrheinischen Départements wurde 1802 die Säkularisation durchgeführt. Schloss Neersen wurde verstaatlicht und 1803 an den letzten kurkölnischen Amtmann von Neersen, Josef Lenders, verkauft. 1852 pachtete der Gladbacher Fabrikant Felix Wilhelm Hüsgen das Gebäude von Josef Lenders’ Erben und richtete dort eine Wattefabrik und Baumwollweberei ein. In der Nacht vom 28. auf den 29. März 1859 brannte das Schloss bis auf die Umfassungsmauern nieder. Brandursache war die Explosion einer Dampfmaschine.

### Neuere Geschichte
1894 ließ Hugo Lenders, der Enkel Josef Lenders’, das beschädigte Schloss versteigern. Den Zuschlag bekam der Krefelder Fabrikant Gustav Klemme, der seit 1866 in Neersen eine Velvetfabrik betrieb. Er ließ das Schloss mit Ausnahme des Westflügels bis 1896 wiederherstellen. 1928 kaufte ein aus Viersen stammender Privatmann namens Emil Crous das Schloss für 120.000 Reichsmark und setzte es instand.
Nach dem Zweiten Weltkrieg hatte dort die 5th Armored Division der United States Army vorübergehend ihren Sitz. Dieser wurde dann aufgegeben und das Schloss über den Kreis Kempen-Krefeld dem DRK übergeben, das es als Erholungsheim für Kinder nutzte.
1970 wurde Schloss Neersen von der neu gegründeten Stadt Willich, in welche die Gemeinde Neersen eingegliedert wurde, gekauft. Um das Schloss als Rathaus zu nutzen, wurde 1973 die Renovierung und der Wiederaufbau des Westflügels beschlossen. Die Arbeiten dazu wurden 1982 beendet.
2023 wurden eine von der Turmuhrenfabrik J. F. Weule im Jahr 1903 produzierte Turmuhr und ein 1934 gekauftes Westminster-Schlagwerk repariert.
Im Rahmen der Euroga 2002 war es ein Teil einer überregionalen Landesgartenschau Nordrhein-Westfalens. Zu diesem Anlass wurden die Außenanlagen nach Vorbildern des 18. Jahrhunderts wiederhergestellt. Im Park befindet sich der Park der Sinne mit verschiedenen Stationen wie Labyrinthe usw.
Alljährlicher Höhepunkt sind die Neersener Schloss-Festspiele, die seit 1984 im Schlossinnenhof unter freiem Himmel stattfinden.